# Aulaskole
En aulaskole er skole hvor klasseværelserne ligger rundt om en fleretages hal / aula. Samsøgades Skole i Aarhus var landets første aulaskole, med adgang til klasseværelser, kontorer og resten af skolens faciliteter.